# Сокушта
Сокушта — посёлок в Таштагольском районе Кемеровской области. Входит в состав Кызыл-Шорского сельского поселения.

## География
Центральная часть населённого пункта расположена на высоте 480 метров над уровнем моря.

## Население
По данным Всероссийской переписи населения 2010 года, в посёлке Сокушта проживает 6 человек (5 мужчин, 1 женщина).